# Don't Give Up on Me Now
Don't Give Up on Me Now è un singolo del cantante statunitense Ben Harper, pubblicato l'11 aprile 2011 come secondo estratto dal decimo album in studio Give Till It's Gone.
Il brano è stato scritto da Ben Harper insieme a Jason Mozersky.

## Video musicale
Nel videoclip viene mostrato il testo della canzone in italiano, in inglese e in francese.

## Tracce
Promo - CD-Single (Virgin - (EMI)
1. Don't Give Up On Me Now – 3:35

## Classifiche
| Classifica (2011) | Posizione raggiunta |
| ----------------- | ------------------- |
| Belgio (Vallonia) | 69                  |